# Martin Hänggi
Martin Hänggi (Davos, 17 maart 1968) is een Zwitsers oud-schaatser en oud-ijshockeyer.

## Biografie
Na een professionele loopbaan als ijshockeyer wilde Hänggi actief blijven in de sport en ging hij schaatsen. Hoewel hij niet vaak buiten Zwitserland rijdt, is hij op nationaal niveau een van Zwitserlands succesvolste schaatsers aller tijden. Tussen 1968 en 1977 was Franz Krienbühl de laatste schaatser op hoog niveau. Tijdens het EK Allround 2006 in Hamar werd Hänggi 25e, zijn beste prestatie in drie deelnames.
Op de eerste Mass start van 27 november 2011 in Astana werd hij 22e. Op 6 januari 2012 nam Hänggi ook deel aan het EK Allround; hij was toen 43 jaar. Op 11 februari 2012 reed Hänggi naar de 8e tijd op de 5000 meter in de B-groep in een persoonlijk record: 6.41,25. Tien weken eerder reed hij in Astana ook al naar een pr (6.43,83). Zijn laatste persoonlijke records dateren van korte tijd later in 2012, gereden op de hooglandbaan van Calgary. Eénmaal nam hij deel aan het WK Afstanden; in 2015 eindigde hij als 12e op de 10.000 meter. In 2018 reed Hänggi op 49-jarige leeftijd nog een wereldbekerwedstrijd op de 1.500 meter en de 5.000 meter.

## Persoonlijke records
| Afstand      | Tijd     | Datum           | Baan    |
| ------------ | -------- | --------------- | ------- |
| 500 meter    | 38,47    | 14 januari 2006 | Hamar   |
| 1000 meter   | 1.15,35  | 17 maart 2012   | Calgary |
| 1500 meter   | 1.52,16  | 18 maart 2012   | Calgary |
| 3000 meter   | 3.55,26  | 8 oktober 2016  | Inzell  |
| 5000 meter   | 6.35,30  | 15 maart 2012   | Calgary |
| 10.000 meter | 13.28,86 | 16 maart 2012   | Calgary |

## Resultaten

### Nationaal
- Zwitsers kampioen Allround (grote vierkamp): 2001-2005; 2007-2008 en 2010-2011
- Zwitsers kampioen Allround (kleine vierkamp): 2006
- Zwitsers kampioen Sprint (sprintvierkamp): 2000, 2001, 2002, 2006, 2008
- Zwitsers kampioen 500 meter: 2000, 2001, 2002, 2003, 2004
- Zwitsers kampioen 1000 meter: 2000, 2001, 2002, 2003, 2004, 2006, 2007, 2008, 2010
- Zwitsers kampioen 1500 meter: 2000, 2002, 2004, 2005, 2008, 2010
- Zwitsers kampioen 5000 meter: 2000, 2001, 2002, 2003, 2005, 2006, 2008, 2010
- Zwitsers kampioen 10.000 meter: 2000, 2002, 2004, 2005, 2006, 2008, 2010

### Internationaal
| Jaar | EK Allround | WK Afstanden |
| ---- | ----------- | ------------ |
| 2003 | NC26        |              |
| 2006 | NC25        |              |
| 2007 | NC27        |              |
| 2012 | NC28        |              |
| 2013 | NC23        |              |
| 2015 | NC21        | 12e 10.000m  |
| 2017 | NC21        |              |

NC# = niet gekwalificeerd voor de laatste afstand, maar wel als # geklasseerd in de eindrangschikking

### Medaillespiegel
| Kampioenschap | goud | zilver | brons |
| ------------- | ---- | ------ | ----- |
| EK Allround   | 0    | 0      | 0     |